# 许树梧
许树梧（1931年—），男，浙江义乌人，中国医院药学家，曾任湖南医学院附属第二医院药剂科主任，湖南省药学会理事长，中国药学会理事。